# Шеридан, Лиз
Элизабет Энн Шеридан (англ. Elizabeth Ann Sheridan, 10 апреля 1929, Рай, Нью-Йорк — 15 апреля 2022, Нью-Йорк, Нью-Йорк) — американская актриса, певица и танцовщица, наиболее известная ролью любопытной соседки миссис Окмонак в ситкоме «Альф» (1986—1990).

## Биография
Элизабет Анн Шеридан родилась 10 апреля 1929 года в городе Рай, штат Нью-Йорк, в семье пианиста Фрэнка Шеридана (1898—1962) и певицы Элизабет Пул-Джонс. После развода родителей она жила с матерью в округе Уэстчестер, штат Нью-Йорк.
Профессиональную карьеру она начала в начале 1950-х годов как танцовщица и певицы в одном из ночных клубов Нью-Йорка. Позже она переехала на Карибы, где продолжила выступать с номерами на Виргинские острова и Пуэрто-Рико. В конце 1960-х годов Шеридан вернулась в Нью-Йорк, где стала играть в театральных постановках, в том числе и на Бродвее. В 1977 году вместе с Мэрил Стрип и Кристофером Ллойдом она играла в мюзикле «Хэппи-энд», отмеченном номинациями на премии «Тони» и «Драма Деск».
В конце 1970-х годов Шеридан переехала в Лос-Анджелес, где в дальнейшем много снималась на телевидении, появившись во второстепенных ролях во многих сериалах, среди которых «Коджак», «Команда «А»», «Сент-Элсвер», «Детективное агентство «Лунный свет»», «Кегни и Лейси», «Блюз Хилл-стрит», «Семейные узы», «Она написала убийство», «Скользящие». Самыми известными её ролями стали Ракель Окмонак в сериале «Альф» производства NBC и Хелен Сайнфелд в сериале «Сайнфелд», которую она играла на протяжении всех девяти сезонов с 1990 по 1998 год.

## Личная жизнь
Работая танцовщицей в ночных клубах Нью-Йорка в 1950-е годы, Шеридан познакомилась с тогда ещё никому не известным Джеймсом Дином, с которым у неё завязались романтические отношения. В 2000 году она издала автобиографическую книгу «Dizzy & Jimmy: My Life with James Dean (A Love Story)», в которой рассказала об их отношениях.
В 1985 году актриса вышла замуж за джазового музыканта Дейла Уэллса, отношения с которым у неё начались в 1960 году на Карибах. Брак продлился до его смерти в 2003 году. Их единственный ребёнок — дочь Стефани, стала фотографом.
Лиз Шеридан умерла 15 апреля 2022 года в своем доме на Манхэттене, Нью-Йорк, через пять дней после своего 93-летия.